# Stazione di Roseto Capo Spulico
Stazione di Roseto Capo Spulico vasútállomás Olaszországban, Roseto Capo Spulico településen.

## Vasútvonalak
Az állomást az alábbi vasútvonalak érintik:
- Jonica-vasútvonal

## Kapcsolódó állomások
A vasútállomáshoz az alábbi állomások vannak a legközelebb:
- Stazione di Monte Giordano
- Stazione di Amendolara-Oriolo